# Eduardo Simone
Eduardo Simone (Buenos Aires, 16 ottobre 1974) è un ex rugbista a 15 e allenatore di rugby a 15 argentino, tecnico del Liceo Naval, nel campionato dell'Unión de Rugby de Buenos Aires.

## Biografia
Cresciuto nel Liceo Naval, con il quale esordì nel campionato di seconda divisione dell'URBA, Simone fu notato dal tecnico australiano Bob Dwyer (allenatore degli Wallabies campioni del mondo nel 1991), che lo volle in Inghilterra al Bristol neopromosso in Premiership; tornato nel 2001 in Argentina, spese un'ulteriore stagione in Francia al Brive, che lasciò nel 2003 a fine contratto dopo la nascita di sua figlia.
Tornato di nuovo al Liceo Naval, in Argentina, da dopo il ritiro è passato nel relativo staff tecnico e attualmente è allenatore della prima squadra del club.
Esordì in Nazionale argentina nel corso del Panamericano 1996 a Nepean (Canada) contro gli Stati Uniti, e tra il 1996 e il 1998 disputò da titolare incontri di rilievo contro Sudafrica, Australia, Nuova Zelanda, Francia e Inghilterra; presente anche alla Coppa del Mondo di rugby 1999, nel corso della quale scese in campo in tutti i cinque incontri fino ai quarti di finale in cui l'Argentina fu impegnata, disputò i suoi ultimi incontri internazionali a Mendoza nel corso del Sudamericano 2002, che l'Argentina si aggiudicò, contro Uruguay e Cile.

## Palmarès
- Campionati sudamericani: 1
Argentina: 2002